# Summer Pockets
Summer Pockets  es un videojuegos de rol desarrollado por Key, una marca de Visual Arts. Fue lanzado el 29 de junio de 2018 para Windows y está clasificado para todas las edades. Summer Pockets es el juego número 13 de Key, después de sus juegos anteriores como Kanon, Air y CLANNAD. El 26 de junio de 2020 se lanzó en Japón una versión ampliada del juego titulada Summer Pockets Reflection Blue. Tanto el juego original como Reflection Blue se han adaptado a dispositivos iOS y Android, así como a Nintendo Switch. Reflection Blue también se ha adaptado a PlayStation 4.
La jugabilidad de Summer Pockets sigue una trama interactiva con múltiples escenarios y se centra en que el personaje del jugador se gane el favor de las cuatro protagonistas femeninas; esto se amplía a siete en Reflection Blue. El concepto del juego es de Jun Maeda, pero no escribió el escenario debido a las similitudes temáticas con Air, que escribió principalmente él. Aunque Air también presenta un entorno rural y costero durante el verano, el equipo de desarrollo quería que Summer Pockets tuviera una sensación diferente. La nostalgia y el vínculo maternal son temas destacados en el juego. 
Una adaptación de la serie de televisión de anime producida por Feel está programada para estrenarse en abril de 2025.

## Sinopsis
Summer Pockets se desarrolla en una isla aislada, rural y pacífica en el mar interior de Seto llamada Torishirojima, que tiene una población de aproximadamente 2000 personas. El protagonista es Hairi Takahara, un joven que no es nativo de la isla. Hairi creció en un entorno urbano, pero después de un incidente desagradable, usa la reciente muerte de su abuela como excusa para venir a la isla a encargarse de la venta de su patrimonio. Una vez allí, conoce a cuatro chicas que son el foco de la historia. Entre ellas se encuentran Shiroha Naruse, que olvidó sus vacaciones de verano; Ao Sorakado, que está persiguiendo las leyendas de la isla; Kamome Kushima, una chica de clase alta que busca un barco pirata; y Tsumugi Wenders, una chica más joven que intenta encontrarse a sí misma.

## Jugabilidad
Summer Pockets es una novela visual romántica en la que el jugador asume el papel de Hairi Takahara. Gran parte de su juego se dedica a leer la narrativa y el diálogo de la historia. El texto del juego está acompañado por sprites de personajes, que representan con quién está hablando Hairi, sobre el arte de fondo. A lo largo del juego, el jugador se encuentra con ilustraciones generadas por computadora en ciertos puntos de la historia, que toman el lugar del arte de fondo y los sprites de los personajes. Cuando el juego se completa al menos una vez, una galería de las CG vistas y la música de fondo reproducida se vuelve disponible en la pantalla de título del juego. Summer Pockets sigue una línea argumental ramificada con múltiples finales y, dependiendo de las decisiones que tome el jugador durante el juego, la trama progresará en una dirección específica.
Hay seis líneas argumentales principales para experimentar, que se incrementan a diez en  Summer Pockets Reflection Blue. Cuatro de las seis líneas argumentales están disponibles inicialmente en Summer Pockets, y siete de las diez líneas argumentales están disponibles inicialmente en Reflection Blue. A lo largo del juego, el jugador tiene múltiples opciones para elegir, y la progresión del texto se detiene en estos puntos hasta que se toma una decisión. Algunas decisiones pueden hacer que el juego termine prematuramente, lo que ofrece un final alternativo a la trama. Para ver todas las líneas argumentales en su totalidad, el jugador tendrá que volver a jugar el juego varias veces y elegir diferentes opciones para llevar la trama hacia una dirección alternativa. Todas las rutas de heroína están disponibles cuando se juega por primera vez a Summer Pockets y Reflection Blue. En ambas versiones, cada heroína desaparecerá de la pantalla de título del juego una vez que se haya completado su ruta. Cuando se hayan jugado todas las rutas de heroína en cualquiera de las versiones al menos una vez, se pondrá a disposición un escenario adicional llamado Alka. Al completar la ruta de Alka, se pondrá a disposición otro escenario llamado Pocket, que sirve como la verdadera conclusión de la historia. En Reflection Blue, la ruta de Umi estará disponible después de completar Pocket. En ambas versiones, una vez que se complete Pocket, todas las heroínas reaparecerán en la pantalla de título del juego.

## Personajes

### Principales
Hairi Takahara (鷹原 羽依里 Takahara Hairi?)
 Seiyū: Shōya Chiba (Reflection Blue, anime)
Shiroha Naruse (鳴瀬 しろは Naruse Shiroha?)
 Seiyū: Konomi Kohara
Ao Sorakado (空門　蒼 Sorakado Ao?)
 Seiyū: Natsumi Takamori
Kamome Kushima (久島 鴎 Kushima Kamome?)
 Seiyū: Tomomi Mineuchi (videojuegos), Nene Hieda (anime)
Tsumugi Wenders (紬 ヴェンダース Tsumugi Vendāsu?)
 Seiyū: Emiri Iwai
Miki Nomura (野村 美希 Nomura Miki?)
 Seiyū: Saku Ichimiya
Shizuku Mizuori (水織 静久 Mizuori Shizuku?)
 Seiyū: Sahomi Koyama
Umi Kato (加藤 うみ Katō Umi?)
 Seiyū: Aimi Tanaka
Shiki Kamiyama (神山 識 Kamiyama Shiki?)
 Seiyū: Ai Fairouz
Nanami (七海?)
 Seiyū: Kana Hanazawa

### Otros
Ai Sorakado (空門 藍?)
 Seiyū: Natsumi Takamori
Ryoichi Mitani (三谷 良一 Mitani Ryōichi?)
 Seiyū: Kentarō Kumagai
Tenzen Kano (加納 天善 Kanō Tenzen?)
 Seiyū: Yōhei Kamada
Kyoko Misaki (岬 鏡子 Misaki Kyōko?)
 Seiyū: Megumi Takamoto
Kobato Naruse (成瀬 小鳩 Naruse Kobato?)
 Seiyū: Minoru Shiraishi
Sagi Kushima (久島 鷺 Kushima Sagi?)
 Seiyū: Wakana Kowana
Inari (イナリ?)
 Seiyū: Konomi Suzuki

## Anime
Se anunció que una adaptación al anime estaba "en producción" durante la transmisión en vivo "Key Channel 2-Hour Special: Lunaria Feature #2 & Staff Year-End" el 29 de diciembre de 2021. Más tarde se confirmó que sería una serie de televisión producida por Feel y dirigida por Tomoki Kobayashi, con Keiichirō Ōchi a cargo de la composición de la serie, Mai Ōtsuka diseñando los personajes y los compositores de la novela visual repitiendo sus roles como compositores musicales junto a Shūhei Ōhashi. El elenco de la novela visual está repitiendo sus roles con Nene Hieda reemplazando a Tomomi Mineuchi. La serie se estrenó el 7 de abril de 2025 en Tokyo MX y otros canales, y tendrá una duración de dos cursos consecutivos. "Alkatale" y "Lasting Moment" de Konomi Suzuki se utilizarán como temas de apertura y cierre respectivamente, ambas canciones se presentaron anteriormente como temas principales de la novela visual. Crunchyroll obtuvo la licencia de la serie fuera de Asia. El elenco de la novela visual repite sus papeles con Nene Hieda en reemplazo de Tomomi Mineuchi.